# The Graveyard
The Graveyard – siódmy album studyjny duńskiej grupy heavymetalowej King Diamond, wydany w 1996 roku przez wytwórnię Massacre.

## Fabuła
W tej historii King wciela się w postać pracownika zboczonego, skorumpowanego i niemoralnego burmistrza McKenzie. Jednej nocy King (jego postać) wchodzi do gabinetu burmistrza gdzie przyłapuje go na molestowaniu swojej córki Lucy. King nie trzymając języka za zębami o tym co się wydarzyło podpadł McKenzie'mu. Ten by uniknąć konsekwencji i oddalić zarzuty zeznaje że King jest szalony i zamyka go w szpitalu psychiatrycznym "Black Hill Sanitarium". Po paru latach King zauważa swoją szansę na ucieczkę i ryzykuje dusząc pielęgniarkę gdy ta przyszła by podać mu leki. Zabierając jej klucze, zniszczony psychicznie King ucieka na okoliczny cmentarz 6 mil od szpitala, aby schować się przed policją. Na miejscu powoli knuje plan zemsty na burmistrzu. W obawie przed znalezieniem przez innych, zaczął zabijać ludzi, którzy przechodzili nocą przez cmentarz. Boi się on jednak pewnej miejskiej legendy mówiącej, że jeśli umrze się na cmentarzu tracąc głowę to dusza nie opuszcza ciała tylko zostaje i żyje w ściętej głowie na zawsze. Następnie śledzi i uprowadza podstępem Lucy na cmentarzysko, zakopawszy dziewczynkę w jednym z siedmiu grobów oraz po napisaniu na każdym z nagrobków "LUCY FOREVER" ,King dzwoni do burmistrza, żeby "zagrać w grę" .
Gdy McKenzie zjawia się na cmentarzu przedstawia mu warunki "gry". Musi on znaleźć i wykopać swoją córkę w jednym z grobów nosząc opaskę na oczy. Na siedem grobów ma trzy szanse w przeciwnym razie zabije ich obu. Gdy burmistrz za trzecim razem odgaduje prawidłowy dół, King postanawia złamać umowę i go ogłuszyć oraz zaciągnąć do świeżo wykopanego grobu, a następnie związuje zboczeńca. 
W międzyczasie, kiedy McKenzie odzyskuje przytomność, King odkopuje Lucy. Niespodziewanie dla Kinga, córka burmistrza ciągnie za przewód, w konsekwencji spuszczając szybę z zepsutego okna kaplicy wprost na niego, dekapitując go. Miejska legenda której tak bardzo się obawiał okazała się być prawdziwa, lecz dla jego "ulgi" Lucy postanowiła zabrać jego głowę do plecaka by King mógł być z nią na zawsze.

## Lista utworów
1. The Graveyard (Diamond) - 1:22
2. Black Hill Sanitarium (LaRocque) - 4:28
3. Waiting (Diamond) - 4:26
4. Heads on the Wall (LaRocque) - 6:20
5. Whispers (LaRocque) - 0:31
6. I'm Not a Stranger (Diamond) - 4:03
7. Digging Graves (Diamond) - 6:55
8. Meet Me at Midnight (LaRocque) - 4:46
9. Sleep Tight Little Baby (Diamond) - 5:38
10. Daddy (Diamond) - 3:22
11. Trick or Treat (Diamond) - 5:09
12. Up from the Grave (Diamond) - 3:18
13. I Am (Diamond) - 5:50
14. Lucy Forever (LaRocque) - 4:56

## Twórcy
- King Diamond - śpiew, instrumenty klawiszowe
- Andy LaRocque - gitara
- Herb Simonsen - gitara
- Chris Estes - gitara basowa
- Darrin Anthony - perkusja